# Elle

Elle logo.

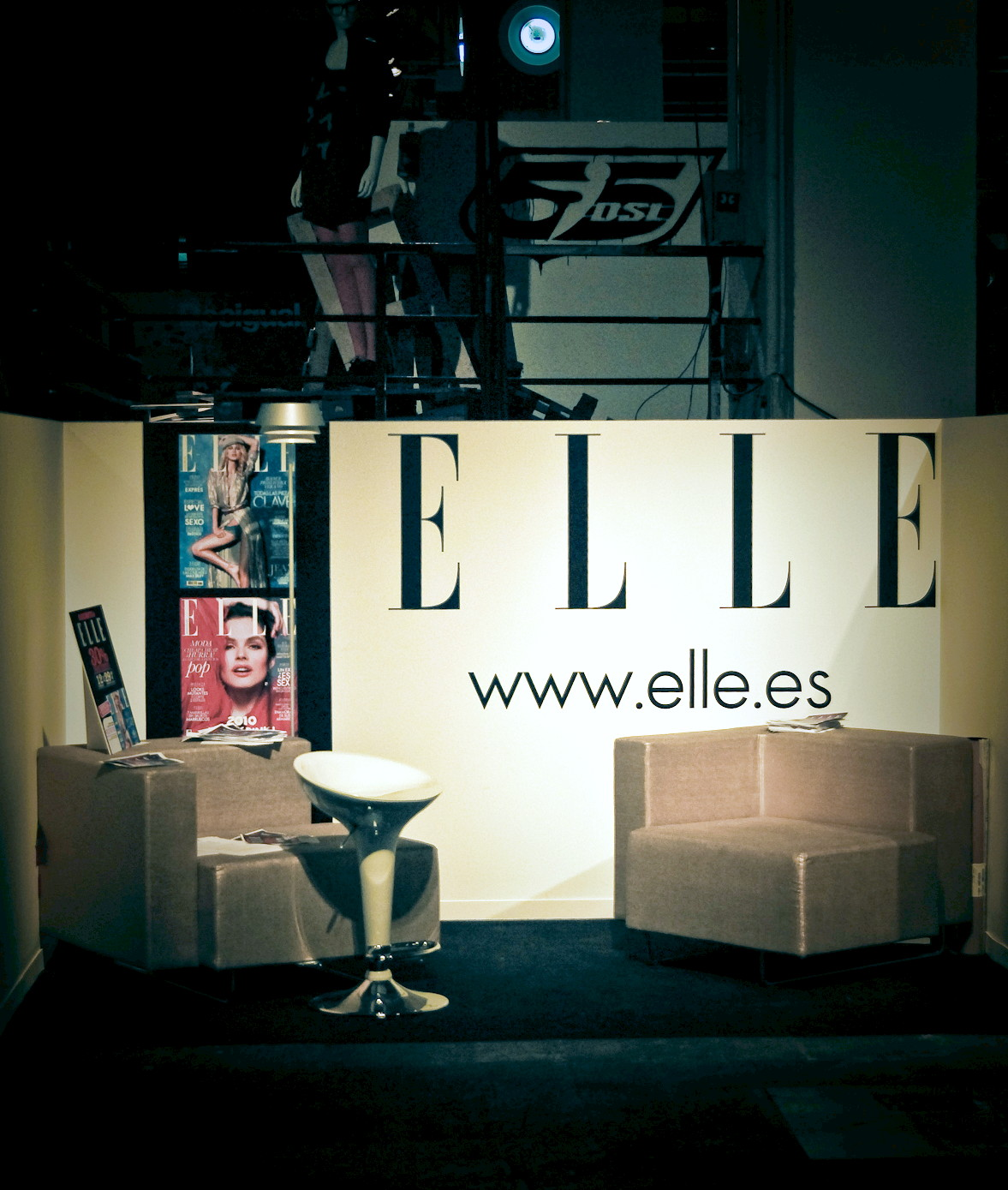
Elle på The Brandery Winter Edition 2010.

Elle är en internationell tidskrift och modetidning av franskt ursprung. Den har utgivits månatligen sedan 1945 i 44 landsversioner. Tidningen, vars namn är franska för "hon" och "henne", behandlar främst kvinnligt mode. Elle ägs av franska Lagardère Group.

## Historik
Elle skapades av Helene Gordon Lazareff, som föddes i Ryssland 1909 men flydde med sin familj till Paris under ryska revolutionen. Efter tillfälliga arbeten för tidningar som Daily News och Marie Claire mötte hon sin blivande man, Pierre Lazareff, då chefredaktör för Paris Soir. Tillsammans flydde de 1939 till USA undan andra världskriget och genom arbete för bland annat modetidningen Harper's Bazaar föddes idén till en modern fransk modetidning. Efter återvändandet till Paris efter kriget, startade hon genast arbetet med skapandet av Elle, vars första nummer utkom i november 1945. Det flärdfulla innehållet gjorde stor framgång efter krigsåren och tidningen har sedan dess kommit ut en gång i veckan i Frankrike. Tidningen har lanserat personer som Brigitte Bardot och Twiggy.
År 1983 inleddes utgivningen av editioner i andra länder med den amerikanska utgåvan, följd av den brittiska, den spanska, den italienska och den kinesiska i Hongkong. Bland de många editionerna märks Elle som det första internationella magasinet att ges ut i utgåvor för Mellanöstern och Nordafrika från 2006, Elle Oriental på franska och Elle Alcharq respektive Elle Gulf Edition på arabiska. Innehållet är där anpassat till de striktare normer som gäller i de muslimska länderna. I Belgien utges tidningen på både flamländska och franska och i Kanada på franska och engelska. Samma år som grundaren Helen Gordon Lazareff dog, 1988, lanserades Elles svenska utgåva.

## Elle i Sverige
Den svenska utgåvan av Elle introducerades i mars 1988 och utgavs av Hachette Filipacchi Sverige AB fram till 2007, då företaget köptes upp och införlivades i Allers förlag. Tidningen utkommer med ett nummer per månad och har en upplaga om 61 600 exemplar (2013). I Sverige utges också Elle Decoration och Elle Mat & Vin.
Elle Decoration utgavs åren 1992–2013 under namnet Elle Interiör och bytte i januari 2014 namn till det nuvarande. Det är Sveriges enda internationella inredningstidning med inredningsreportage och tips från olika länder och från de 24 internationella systertidningarna. Tidningen utkommer med tio nummer per år med en upplaga av 47 700 exemplar (2013). Chefredaktör är Svante Öquist (2015).
Sedan 2004 arrangerar tidningen årligen Elle Designgala och delar ut Elle Decoration Swedish Design Awards (tidigare Elle Interiörs Designpris).
Elle Mat & Vin är en tidning för mat och dryck och utkommer sedan 1995 med sju nummer per år. Chefredaktör är Suzanne Ribbing (2015) och upplagan är 39 800 exemplar (2013).

### Chefredaktörer för Elles svenska modetidning
- Anita Christensen (1988)
- Malou von Sivers (januari 1989 – mars 1990)
- Eva Abrahamsson (april 1990 – juni 1996)
- Hermine Coyet Ohlén (juli 1996 – januari 1999)
- Ulrika Norberg (februari 1999 – november 2000)
- Moa Herngren (december 2000 – oktober 2001)
- Hermine Coyet Ohlén (november 2001 – februari 2003)
- Kristina Adolfsson (mars 2003 – januari 2009)
- Hermine Coyet Ohlén (januari 2009 – oktober 2014)
- Cia Jansson (november 2014 – december 2023)[2]
- Elina Grothén (sedan december 2023)[6]

## Ellegalan
Elles modegala äger rum i Stockholm varje år sedan 1998. På galan utses årets mest framstående personer och verksamheter inom modebranschen – modeskapare, fotomodeller, stylister, makeup-artister och Årets bäst klädda kvinna och man – främst inom Sverige, men även vissa internationella utmärkelser utdelas. Syftet med galan är att öka intresset för mode, stödja svenska modeskapare och hylla modebranschens talanger.
Ellegalan anses vara Sveriges största modepris och en höjdpunkt inom svensk modebransch.
Vid den första galan 1998 prisades Johan Lindeberg som Årets svenska designer och till Årets bäst klädda kvinna utsågs Kajsa Leander medan Årets bäst klädda man blev Wille Crafoord.

## Elle Beauty Awards
Elle i Sverige delar sedan 2013 varje vår ut Elle Beauty Awards till juryns urval av de bästa skönhetsprodukterna och dess skapare, totalt omkring ett 20-tal priser.

## Elle Designgala – Elle Decoration Swedish Design Awards
Elle Decoration Swedish Design Awards med Elle Designgala är sedan 2004 årligen återkommande evenemang, där tidningen Elle Decoration delar ut ett priser till svenska formgivare inom olika områden. Pristagarna nomineras också till Elle Deco International Design Awards, som utdelas vid den stora Möbelmässan i Milano i april varje år. Designgalan startade 2004 med dåvarande namnet Elle Interiör Designpris och går sedan 2014 under det nuvarande namnet.